# Legione d'argento d'America
La Legione d'argento d'America (in inglese Silver Legion of America) è stata una organizzazione politica e paramilitare statunitense di estrema destra, fondata da William Dudley Pelley il 30 gennaio 1933. Gli aderenti furono comunemente noti come Camicie d'argento (Silver Shirts).

## Storia dell'organizzazione e simbolismo
Il movimento venne fondato nel gennaio del 1933 da William Dudley Pelley, autore di romanzi, giornalista, sceneggiatore cinematografico e spiritualista esperto di esoterismo e occultismo che già dal 1931 predicava teorie antisemite affermando che gli ebrei fossero persone possedute da demoni. L'obiettivo della Legione d'Argento era quella di apportare un "rinnovamento spirituale e politico" ispirato dal recente successo del movimento nazionalsocialista di Adolf Hitler in Germania.
L'emblema dell'organizzazione era caratterizzato da una lettera "L" scarlatta, che si riferiva al nome del gruppo e rappresentava inoltre le iniziali delle parole "Love" (Amore in inglese), "Lealtà" (agli Stati Uniti d'America) e "Liberazione" (dal materialismo e dagli ebrei). L'organizzazione pubblicava un settimanale, Liberation, Pelley è considerato inoltre l'autore del falso storico della cosiddetta "profezia di Beniamino Franklin" la quale apparve per la prima volta sul settimanale dell'organizzazione nel 1934.
La divisa dei membri della Legione d'argento consisteva di un copricapo identico a quello indossato dalle truppe d'assalto tedesche, pantaloni blu, gambali, cravatta, e camicia di colore grigio argento, con "L" rossa ricamata sul cuore. Gli aderenti vennero dunque rinominati "camicie d'argento" in modo analogo alle camicie nere italiane della Milizia Volontaria per la Sicurezza Nazionale e alle camicie brune della Sturmabteilung naziste.
Nel 1934, la Legione d'argento aveva circa 15.000 membri, di cui la maggior parte apparteneva alla classe operaia. La forza del movimento raggiunse l'acme nel periodo della presa del potere di Hitler in Germania, ridimensionandosi negli anni successivi.
Nel 1936 Pelley e il suo gruppo si candidò alla presidenza degli Stati Uniti nelle elezioni di quell'anno in qualità di terzo partito col nome di "Christian Party". Pelley prospettò quella che definì la "rivoluzione d'argento" e di imporsi come dittatore degli Stati Uniti sotto il titolo di "Chief" (letteralmente "capo"), termine ideato come equivalente inglese di "Führer" per Adolf Hitler e di "Duce" per Benito Mussolini. Alle elezioni però prevalse il candidato democratico Franklin D. Roosevelt. Nel 1938 il numero dei membri della Legione d'Argento si era ridotto a 5000 unità.
Nel 1941, dopo l'attacco giapponese a Pearl Harbor e la successiva dichiarazione di guerra degli Stati Uniti alla Germania nazista e all'Italia fascista, il governo, con una legge federale, dichiarò illegale l'organizzazione, che venne quindi perseguita dall'FBI, provocandone in breve la scomparsa.

## Conseguenze
Il 10 gennaio del 1942 Pelley venne condannato dai due ai tre anni di prigione dalla corte suprema per aver minacciato le leggi per sicurezza dello stato del Nord Carolina. La stessa sentenza venne poi ridotta per buona condotta seppur successivamente la corte scoprì che in quello stesso periodo Pelley aveva continuato a far pubblicare materiale di propaganda e informazioni false col tentativo di seminare il panico nella popolazione e di causare una rivolta da parte dell'esercito falsificando report e notizie oltre a supportare un'organizzazione segreta paramilitare. Pelley venne infine condannato a quindici anni di carcere ma venne rilasciato nel 1950.
I termini per il rilascio di Pelley furono la sua permanenza nello stato dell'Indiana e di non intraprendere qualunque forma di attività politica. In quegli anni Pelley fondò una complessa religione chiamato "Soulcraft" basata sugli UFO e civiltà extraterrestri di cui scrisse in alcuni libri e in una rivista chiamata Star Guests fondata nel 1950. Pelley morì nella sua abitazione di Noblesville il 30 giugno del 1965. Alla sua morte il New York Times lo definì "un agitatore senza alcun seguito significativo".

## Riferimenti nella cultura di massa
- Nel romanzo Il presidente è scomparso di Rex Stout del 1934 il personaggio di Lincoln Lee e il suo movimento fascista "camicie grigie" sono un chiaro riferimento a William Dudley Pelley e alle camicie d'argento.

- Il romanzo distopico Qui non è possibile del 1935 di Sinclair Lewis racconta di una ipotetica presa di potere di un governo fascista negli Stati Uniti con le elezioni del 1936 da parte di un demagogo populista anti-Roosevelt basato sul politico Huey Long ma che afferma di ispirarsi apertamente alla Legione d'Argento[7].

- Nel film Mattatoio 5 di George Roy Hill del 1972, che si basa sull'omonimo romanzo di Kurt Vonnegut Jr, il personaggio di Howard W. Campbell Jr che va nel campo di concentramento per prigionieri di guerra nazista e cerca di fare proselitismo tra i prigionieri statunitensi per unire gli sforzi con la Germania in funzione "anti-bolscevica" è un chiaro riferimento alle camicie d'argento.
- Un ritratto romanzato delle camicie d'argento viene presentato nel thriller The night letter (1979) di Paul Spike.
- Le camicie d'argento sono anche un movimento politico del Regno Unito nella serie di novelle di Harry Turtledove American Empire e Settling Accounts.